# Neritina cinctella
Neritina cinctella is een slakkensoort uit de familie van de Neritidae. De wetenschappelijke naam van de soort is voor het eerst geldig gepubliceerd in 1874 door Martens.